# Cantone di Arpajon
Il Cantone di Arpajon è una divisione amministrativa dell'arrondissement di Étampes e dell'arrondissement di Palaiseau.
A seguito della riforma approvata con decreto del 24 febbraio 2014, che ha avuto attuazione dopo le elezioni dipartimentali del 2015, è passato da 10 a 16 comuni.

## Composizione
I 10 comuni facenti parte prima della riforma del 2014 erano:
- Arpajon
- Avrainville
- Bruyères-le-Châtel
- Cheptainville
- Égly
- Guibeville
- Leuville-sur-Orge
- La Norville
- Ollainville
- Saint-Germain-lès-Arpajon

Dal 2015 i comuni appartenenti al cantone sono i seguenti 16:
- Arpajon
- Avrainville
- Boissy-sous-Saint-Yon
- Bouray-sur-Juine
- Bruyères-le-Châtel
- Cheptainville
- Égly
- Guibeville
- Janville-sur-Juine
- Lardy
- Leuville-sur-Orge
- La Norville
- Ollainville
- Saint-Germain-lès-Arpajon
- Saint-Yon
- Torfou